# 重火器
重火器（じゅうかき）は火器のうち相対的に大型のものを表し、小火器の対立概念である。したがって重火器は多義であり、一般的に万人に受け入れられる定義は存在しない。その文脈から意味を汲取ることが必要である。

## 主な定義

### 防衛省の規定
現行の防衛省規格では火器を口径20 mmを基準にして2つに分かち、20 mm未満を小火器（銃器、銃）、20 mm以上を火砲（砲、砲熕武器）と定義している。したがって重火器の概念を用いていない。

### 帝国陸軍歩兵操典
用語「重火器」が明示的に定義されていたわけではない。しかし歩兵操典（昭和15年）によれば歩兵の前進運動（たとえば突撃）時、兵とともに前進するのは小銃、軽機関銃、擲弾筒および手榴弾とされ、それ以外の火器を砲兵と重火器に分けているので重機関銃および歩兵科所属の小型砲（歩兵砲や対戦車砲）が重火器として扱われていたことになる。また砲兵科扱いの重砲は除外されていたことになる。

### 米国陸軍
米国陸軍の規格 U.S. Army regulations 320-5 (AR 320-5) によれば重火器(heavy weapon)は「迫撃砲，榴弾砲、砲、重機関銃および無反動砲であって通常、歩兵装備の一部とされるものすべて」である。したがって、歩兵装備ではない重砲（以上）の装備は除外されていた。

### その他の定義
重火器は、一般的には地上部隊が使用する火器のうち、砲兵などの専科兵が運用するもの、すなわち榴弾砲、カノン砲、臼砲、地対地ミサイル、地対空ミサイル（個人で携行できるものを除く）などを指す。

## その他
日本では自衛隊海外派遣に関する議論の中で、自衛隊が携行する武器は小火器に限定するという文言から、「小火器とは何か」という議論が起きた。最終的に自衛隊が携行できる武器に重機関銃や、迫撃砲、携帯対戦車ロケット砲などが含まれないことになったので、結果的にはこれらを重火器として扱ったことになる。
また、第一次世界大戦後のドイツは、ヴェルサイユ条約において重火器の保有を禁止されていたが、当時の概念では重火器とはいわゆる大砲を指し、現代では重火器に分類されるミサイルは未知の技術であったことから重火器に含まれておらず、結果としてミサイルの保有は禁止されていなかった。このため、ドイツはミサイルの研究に取り組み、世界に先駆けてV2ロケットなどの弾道ミサイルの実用化に成功することになる。